# Gleb Bakshi
Gleb Bakshi (em russo:  Глеб Сергеевич Бакши; Simferopol, 12 de novembro de 1995) é um boxeador russo, medalhista olímpico.

## Carreira
Bakshi conquistou a medalha de bronze nos Jogos Olímpicos de Verão de 2020 em Tóquio como representante do Comitê Olímpico Russo, após confronto na semifinal contra o brasileiro Hebert Conceição na categoria peso médio. Ele ganhou a medalha de ouro no Campeonato Mundial de Boxe AIBA 2019.